# Spree-Blick
Als Spree-Blick wird eine Serie von drei Fahrgastschiffen der Berliner Reederei Riedel bezeichnet. Die als Tagesausflugsschiffe eingesetzten Schiffe heißen   Spreeblick I, Spree-Blick II und Spree-Blick III.

## Geschichte
Die Schiffe wurden von 2005 bis 2006 vom Unternehmen Werft und Servicezentrum Mittelrhein in Remagen gebaut.
Die Überführungsfahrt vom Rhein über das IJsselmeer nach Berlin dauerte zehn Tage. Die Spree-Blick I und Spree-Blick II wurden am 12. April 2006 an der Hansabrücke in Berlin von den Moderatoren Jeanine Weiding und Tom Westerhoft getauft. Die Spree-Blick III erhielt ihre Taufe am 31. Juli 2006.
Die Schiffe werden auf den Berliner Wasserstraßen eingesetzt.

## Beschreibung
Angetrieben werden die Schiffe von einem Dieselmotor. Die Propulsion erfolgt durch einen Schottel-Ruderpropeller, dessen Propeller zur Gewichtsminderung aus Kunststoff gefertigt ist. Für die Stromerzeugung an Bord steht ein von einem Deutz-Dieselmotor (Typ: BF 4 M 1013) angetriebener Generator mit 77 kW Leistung (85 kVA Scheinleistung) zur Verfügung.
Die Schiffe sind mit einer Querstrahlsteueranlage ausgestattet. Eine Neuheit ist der bei der Spree-Blick III verwendete Kugelradantrieb. Entwickelt hat diesen Antrieb mit minimalem Geräuschpegel die Firma Delphin-Tec Schiffstechnik in Andernach, und er wird erstmals bei diesem Neubau der Riedel-Flotte genutzt.
Der Steuerstand der Schiffe befindet sich am Bug. Das Vorschiff der Spree-Blick III ist zum Schutz vor Spritzwasser etwas höher gezogen als bei den beiden anderen Schiffen.
Sowohl das Dach als auch die Seitenfensterelemente der Schiffe lassen sich vollständig öffnen. Durch eine steuerbare Außenbeschattungsanlage mit durchsichtiger Teflonbeschichtung hat man einen Rundumblick auf das Ufer. Durch die niedrigen Aufbauten können die Schiffe auf den Berliner Wasserstraßen mit ihren niedrigen Brückendurchfahrten eingesetzt werden. Sie sind auch für die Fahrt auf dem Berliner Landwehrkanal geeignet. Die Schiffe sind für 130 Passagiere zugelassen. Sitzplätze stehen für 105 Passagiere zur Verfügung.

## Die Schiffe
| Schiffsname     | ENI-Nummer | Ablieferung | Rufzeichen |
| --------------- | ---------- | ----------- | ---------- |
| Spree-Blick I   | 04804760   | 2006        | DH4435     |
| Spree-Blick II  | 04804770   | 2006        | DH4436     |
| Spree-Blick III | 04804780   | 2006        | DH4402     |